# Алагирское общество
Алаги́рское о́бщество (осет. Уæлладжыры æхсæнад) — общество, располагавшееся в Алагирском ущелье Северной Осетии.

## Общие сведения
Алагирское общество Осетии занимало ущелье реки Ардон. Западными соседями алагирцев были дигорцы, южными — наро-мамисонцы, восточными — куртатинцы.
Историк Дубровин про алагирцев писал: Племя это своенравно, в высшей степени вспыльчиво, способно из пустяков нашуметь, накричать и наделать разного вздору.
Во время боёв с фашистскими захватчиками и по итогу оккупации алагирского района оккупационными войсками часть алагирцев ушла в леса и вела бои с захватчиками партизанским движением, фашистам в Алагире жилось очень не спокойно. Затем в результате новых масштабных боёв оккупационные войска были выбиты из Алагира.
Некоторые источники сообщают что в верхней части Алагирского ущелья с древних времён проживали туальцы (двалы), а также что святой Николай Двальский родился в высокогорном селении Цей, которое находится в области, именуемой грузинами Двали, а осетинами — Туал. Историк Волкова пишет что по мнению алагирцев туальцы являются также алагирцами, она пишет что туальцы, туаллаг, зовут себя так от названия своей области обитания Туалта, Туалта находилась в алагирском ущелье, по мнению алагирцев иронцы-алагирцы зовут себя туаллаг по имени местности Туалта. Представление об области Туалте как особой местности в Алагирском ущелье было распространено у жителей этой области и также среди цейцев. В то же время Волкова подмечает что по мнению историка Г. А. Меликишвили двалы в древности говорили на языках бацбийско-кистинской группы.

## Исследования
Дагестанские историки Тимур Айтберов и Хапизов Шахбан Магомедович пишут о возможном перемещении в прошлом части аварцев в Алагирское ущелье Алании, а также историки из Дагестана указывают на связи в прошлом аварцев и осетин алан, в том числе их совместные военные походы.
По некоторым мнениям чеченских исследователей в Алагире «гипотетически» могло проживать население родственное чеченцам, дело в том что у чеберлойских чеченцев есть род Дай, название которого идентично древнему алагирскому селению с тем же названием — Дай. В то же время чеченский историк Леча Ильясов подметил, что башни в Чеберлое по своим пропорциям близки осетинским башням.
Чеченский историк Амин Тесаев связывает некий аланский род багатаров с кастой орстхоевцев: Орстхой не являлись генетически монолитным образованием. Подобно В. Абаеву, отождествляя нартов и орстхой, И. Саидов писал, что некоторые нарт-орстхоевцы «были ичкерийского происхождения». По утверждению Ф. Х. Гутнова, к началу 10-го века, военная аристократия алан «захватила ведущие позиции в аланском раннеклассовом обществе.» Из его высшего слоя — «багатаров» — происходил «царский род алан Ахсартаговых». Ахсартаговы, как мы выяснили, были и по-прежнему отождествляются с нарт-орстхойцами, то есть кастой Орстхой. Эта же фамилия представляла собой «царский род алан».
Археолог и историк Анна Кадиева считает, что этногенез осетинского народа связан с взаимовлиянием и влиянием иранского языка на кавказских горцев.
Историк Фрейганг про осетин писал: Храбрость жителей Кавказа проистекает от суровости их нравов. Они атакуют яростно, бешено сопротивляются и жестоко мстят… Никогда чеченец не выйдет из своего дома, не будучи вооружён, даже если это палка, на конце которой железный трезубец. Это смертоносное оружие называется топус. Осетины мало отличаются от чеченцев. Они вооружены луком и стрелами, но и ружьё — их обычное оружие. Они разговорчивы и большие спорщики. Чувство мести свойственно осетинам не меньше, чем другим народам Кавказа. Последствия этой жестокой страсти иногда могут быть отложены приношением даров, но опасность их всегда остаётся. Часто тот, кто хочет отомстить, находится в обществе своей жертвы, он подстерегает момент, когда сможет вонзить ей кинжал в сердце. Противная сторона постоянно находится начеку, однако внешне они сохраняют видимость прекрасных отношений. Иногда двадцать лет проходит прежде, чем будет осуществлена месть и если даже умрёт тот, кто должен пасть от руки обиженного, месть переносится на его сына и на ближайших родственников обидчика. Осетины особенно бесстрашны и закалены как Спартанцы. Договариваться с ними — это необходимость политическая. Что у них наиболее замечательно, так это их оружие, которое они сами изготовляют; они делают также пушечный порох. Сабля, ружьё, конская сбруя передаются от отца к сыну. Некоторые из них одеты в кольчуги, в которых они считают себя неуязвимыми. Их кони поднимаются и спускаются с гор с восхитительной лёгкостью, что облегчает осетинам их охоту за людьми.
Некоторые грузинские источники пишут что в алагирском ущелье в древности проживал некий народ двалы. А чеченский историк Хасан Бакаев подмечает параллели двалов и маьлхи (малхистинцев, мелхинцев), он писал — Этноним «двалы/туалы» учёные выводят из нахского теонима «Дела», что типологически соответствует таким названиям как «халдини» («принадлежащие божеству Халди»), «маьлхи» («солнечные», «принадлежащие солнцу») и т. д. Относительно двалов грузинский учёный В. Н. Гамрекели после детального анализа всех имеющихся данных пришёл к выводу, что «…двалы, будучи сначала (до языковой иранизации) обособленным иберокавказским племенем, ближе всего стояли к группе вайнахских племён, причём под вайнахскими следует разуметь не современный чечено-ингушский народ, а те этнические единицы, из которых позже сложилась вайнахская народность».
Из статьи 2004 года которую создали такие генетики как Иван Насидзе и другие можно наблюдать что у ардноцев (алагирцев) доминирует гаплогруппа I и также у ардонцев почти половина J2, также есть группы G, F и другие.

## Генетическая генеалогия
Историк З. Б. Цаллагова относит алагирцев к иронцам, а историк Р. С. Бзаров пишет что алагирцы потомки Ос-Багатара. По генетическим данным иронцы (iron) в большинстве своём представители гаплогруппы G2a1, чуть ли не 70% фамилий, также на втором месте по численности есть носители J2a, в самой минимальной степени встречаются носители G2a2b, L1b, J1 и другие, основной этногенез иронцев это G2a1 и J2a. Конкретно ветвь Os-Bagatar представляет сугубо носителей G2a1. Генетик Литвинов Сергей Сергеевич описывая генетику северных осетин также писал что на генетическом графике достаточно чётко выделяются популяции Кавказа, среди которых популяции Западного Кавказа образуют кластер, выделяющий популяции с высоким содержанием гаплогруппы G-M201, что особенно характерно для северных осетин и в меньшей степени гаплогруппы J2-M172.

## Достопримечательности

### Архитектура
- Нузальская наскальная крепость
- Нузальская часовня

### Святилища
- Сау бараджы дзуар
- Святилище Реком

## Население
| год  | дворов | душ  |
| ---- | ------ | ---- |
| 1812 | 724    |      |
| 1838 | 884    | 3531 |
| 1850 | 998    | 6868 |
| 1867 | 1247   | 8675 |

## Фамилии
Территория Алагирского общества состояла из трёх частей, занимаемых тремя коленами — Кусагонта, Царазонта и Сидамонта. По преданию, древние колена Алагирского общества, расселившиеся впоследствии по всей Осетии, происходят от «прародителя» осетин Ос-Багатар II и называются по именам его сыновей.
| Колено    | Селения                                                                                 | Фамилии                                                                       |
| --------- | --------------------------------------------------------------------------------------- | ----------------------------------------------------------------------------- |
| Кусагонта | Дагом, Донисар, Урсдон                                                                  | Агнаевы, Амбаловы, Бигаевы, Газдановы, Джигкаевы, Дзугаевы, Таутиевы          |
| Сидамонта | Архон, Дай, Инджинта, Ксурта, Луар, Сахакката, Унал (верхний и нижний), Ход, Цамад, Цус | Адырхаевы, Бязровы, Дауровы, Лолаевы, Мисиковы, Урумовы, Цаллаговы            |
| Царазонта | Амасин, Бад, Згид (верхний), Мизур, Нузал, Назиджин                                     | Агузаровы, Аладжиковы, Дзитоевы, Купеевы, Мзоковы, Таболовы, Тотиевы, Чехоевы |